# Васкес, Хорхе
Хо́рхе Альфре́до Ва́скес (исп. Jorge Alfredo Vásquez; род. 23 апреля 1945, Санта-Ана) — сальвадорский футболист, играл на позиции полузащитника, участник чемпионата мира 1970 года.

## Биография

### Клубная карьера
Васкес большую часть футбольной карьеры играл за «УЭС». В составе этого клуба Васкес отыграл 10 сезонов и стал одним из ключевых опорных полузащитников команды. В 1973 году Васкес стал игроком клуба «Мунисипаль Лименьо», в котором отыграл один сезон.
Следующим клубом для Васкеса стал «Платенсе», с которым в 1975 году он выиграл чемпионский титул. В том же году Васкес перешёл в «АНТЕЛ», за который играл один сезон. В 1976 году Васкес вернулся в «Платенсе», за который играл три сезона, играя также на правах аренды за «Агилу».
Васкес ушёл из футбола в 1979 году в возрасте 34 лет.

### Карьера в сборной
В составе сборной Сальвадора Васкес принимал участие на олимпийском турнире 1968 года, где сыграл во всех трёх матчах группового этапа, два из которых завершились поражениями сальвадорцев и вылетом их с турнира.
Васкес был участником чемпионате мира 1970 года, где сыграл в трёх проигранных матчах группового этапа со сборными Бельгии (0:3), Мексики (0:4) и СССР (0:2).

## Достижения
«Платенсе» (Сакатеколука)
- Чемпион Сальвадора (1) : 1974/75